# Gällivare revir
Gällivare revir var ett skogsförvaltningsområde  beläget i Norrbottens län som omfattade de delar av Gällivare socken, vilka utgörs av Linaälvens flodområde ovan Dokkas samt Valtiojoki och Vettasjoki flodområden. Reviret var uppdelat i fyra bevakningstrakter: Valtio, Lina, Gällivare och Malmbergets, och inom detsamma var belägna sju kronoparker om 131 853 hektar (vid 1905 års slut) och två ecklesiastika boställen om 2 187 hektar.